# Campionati mondiali di canoa/kayak slalom 1979
I XVI Campionati mondiali di canoa/kayak di slalom si sono svolti a Jonquière (Canada).

## Podi

### Uomini
| Evento        | Oro                                        | Perform. | Argento                              | Perform. | Bronzo                             | Perform. |
| Canoa         |                                            |          |                                      |          |                                    |          |
| C-1           | Stati Uniti Jon Lugbill                    |          | Stati Uniti David Hearn              |          | Stati Uniti Bob Robinson           |          |
| C-1 a squadre | Stati Uniti                                |          | Germania Ovest                       |          | Cecoslovacchia                     |          |
| C-2           | Germania Est Dieter Welsnik Peter Czupryna |          | Francia Pierre Calori Jacques Calori |          | Polonia Wojciech Kudlik Jerzy Jerz |          |
| C-2 a squadre | Polonia                                    |          | Francia                              |          | Svizzera                           |          |
| Kayak         |                                            |          |                                      |          |                                    |          |
| K-1           | Austria Peter Fauster                      |          | Austria Eduard Wolffhardt            |          | Regno Unito Richard Fox            |          |
| K-1 a squadre | Regno Unito                                |          | Austria                              |          | Svizzera                           |          |

### Donne
| Evento        | Oro                     | Perform. | Argento                       | Perform. | Bronzo                     | Perform. |
| Kayak         |                         |          |                               |          |                            |          |
| K-1           | Stati Uniti Cathy Hearn |          | Regno Unito Elizabeth Sharman |          | Stati Uniti Linda Harrison |          |
| K-1 a squadre | Stati Uniti             |          | Germania Ovest                |          | Germania Est               |          |

## Medagliere
| Posizione | Paese          | Oro | Argento | Bronzo | Totale |
| --------- | -------------- | --- | ------- | ------ | ------ |
| 1         | Stati Uniti    | 4   | 1       | 2      | 7      |
| 2         | Austria        | 1   | 2       | 1      | 4      |
| 3         | Regno Unito    | 1   | 1       | 1      | 3      |
| 4         | Germania Est   | 1   | 0       | 1      | 2      |
| 5         | Polonia        | 1   | 0       | 0      | 1      |
| 6         | Francia        | 0   | 2       | 0      | 2      |
| 6         | Germania Ovest | 0   | 2       | 0      | 2      |
| 8         | Svizzera       | 0   | 0       | 2      | 2      |
| 9         | Cecoslovacchia | 0   | 0       | 1      | 1      |
| Totale    | Totale         | 8   | 8       | 8      | 24     |